# Arco del Pópulo
Arco del Pópulo là một cổng vòm ở Cádiz, phía nam Tây Ban Nha. Nó được công nhận là một Bien de Interés Cultural.